# جاك إدواردز (لاعب كرة قدم بريطاني)
جاك إدواردز (بالإنجليزية: Jack Edwards)‏ (6 يوليو 1929 في المملكة المتحدة - 1 مايو 2014) هو مدير ومدرب كرة قدم ولاعب كرة قدم بريطاني في مركزي الدفاع والظهير. لعب مع كارديف سيتي وكريستال بالاس ونادي إكزتر سيتي ونادي بليموث أرجايل ونادي توركي يونايتد ونادي روتشديل وAshford Town (Middlesex) F.C. ‏ وأشفورد يونايتد ‏ وLovell's Athletic F.C. ‏.